# Kiek Bak
Marinus Wilhelmus Cornelis (Kiek) Bak ('s-Hertogenbosch, 24 december 1930 – Amsterdam, 5 april 1998) was een Nederlands beeldhouwer.

## Leven en werk
Bak studeerde bij Jaap Kaas aan de Academie voor Beeldende Kunsten en Technische Wetenschappen in Rotterdam. Hij werkte in Den Bosch, Rotterdam en vanaf 1960 in Amsterdam. In 1968 exposeerde Bak met Adriaan Engelman bij Pictura in Groningen. Naar aanleiding daarvan schreef kunstcriticus Rommert Boonstra: "[Bak] is een beeldhouwer van de oude (degelijke) stempel. Zijn glad afgewerkte beelden van hout, brons en steen verraden een voorliefde voor 'mooie' materialen en een groot vakmanschap. Bak's onderwerp is ouder dan de weg naar Rome: de vrouw, – of liever: het vrouwelijke, want het valt niet altijd mee uit de zwellingen en kurven die hij aaneenrijgt een heuse dame te construeren; maar in de geest is zij steeds aanwezig." Hij was lid van de Nederlandse Kring van Beeldhouwers.

## Enkele werken
- 1966 zonder titel, watersculptuur, Amstelveen
- 1972 Beweging, watersculptuur, Amsterdam-Noord[3]